# Jilemnický vikariát

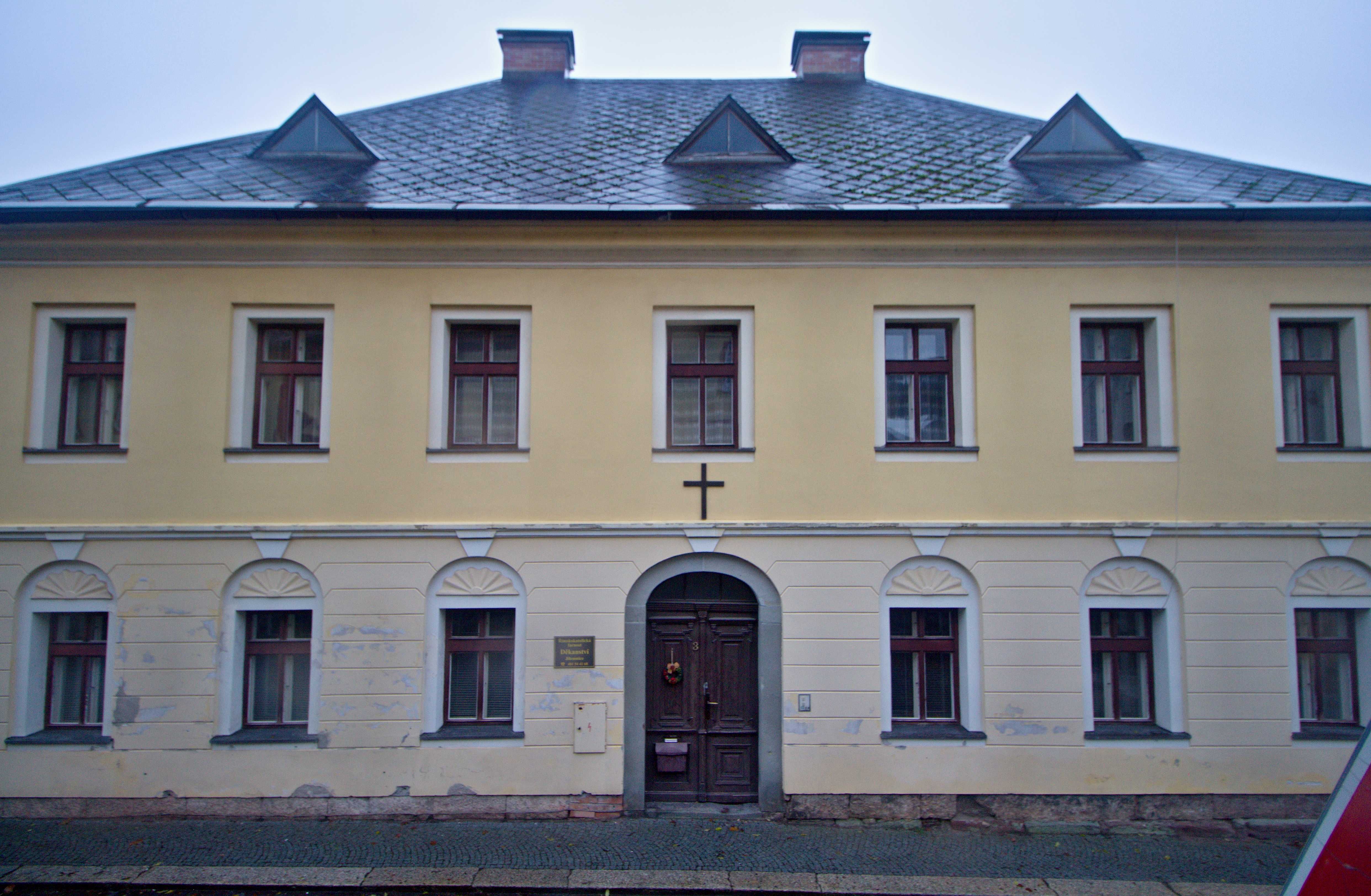
Budova jilemnické farnosti – děkanství.

Jilemnický vikariát je jeden ze 14 vikariátů královéhradecké diecéze, zahrnuje 17 farností.

## Vikariátní funkce
Okrskovým vikářem je R. D. Mgr. František Mráz, děkan v Jilemnici a administrátor excurrendo v Horní Branné a Mříčné.
Sekretářem vikariátu je R. D. Mgr. Ivo Kvapil, který je administrátorem v Jablonci nad Jizerou a administrátorem excurrendo v Harrachově, Poniklé a v Rokytnici nad Jizerou.

## Farní obvody
- Harrachov – administrátor (excurrendo): R. D. Mgr. Ivo Kvapil
- Horní Branná – administrátor (excurrendo): R. D. Mgr. František Mráz
- Horní Štěpanice – administrátor: R. D. Mgr. Władysław Marczyński, MSF.
- Jablonec nad Jizerou – administrátor: R. D. Mgr. Ivo Kvapil
- Jilemnice – děkan: R. D. Mgr. František Mráz
- Křížlice – administrátor (excurrendo): R. D. Władysław Marczyński, MSF.
- Libštát – administrátor (excurrendo): P. Mgr. Jan Evermod Sládek, OPraem.
- Lomnice nad Popelkou – administrátor (excurrendo): P. Mgr. Jan Evermod Sládek, OPraem.
- Mříčná – administrátor (excurrendo): R. D. Mgr. František Mráz
- Nová Ves nad Popelkou – administrátor (excurrendo): P. Mgr. Jan Evermod Sládek, OPraem.
- Poniklá – administrátor (excurrendo): R. D. Mgr. Ivo Kvapil
- Rokytnice nad Jizerou – administrátor (excurrendo): R. D. Mgr. Ivo Kvapil
- Roztoky u Jilemnice – administrátor (excurrendo): R. D. Mgr. Jiří Jakoubek
- Studenec u Horek – administrátor: R. D. Mgr. Jiří Jakoubek
- Vítkovice v Krkonoších – administrátor (excurrendo): R. D. Władysław Marczyński, MSF.
- Vrchlabí – děkan: R. D. ThDr. Jiří Šlégr
- Zálesní Lhota – administrátor (excurrendo): R. D. Mgr. Jiří Jakoubek